# Akodontini
Akodontini – plemię ssaków z podrodziny bawełniaków (Sigmodontinae) w obrębie rodziny chomikowatych (Cricetidae).

## Zasięg występowania
Plemię obejmuje gatunki występujące w Ameryce Południowej.

## Podział systematyczny
Do plemienia należą następujące występujące współcześnie rodzaje:
- Bibimys Massoia, 1979 – szkarłatonosek
- Scapteromys Waterhouse, 1837 – moczarowiak
- Gyldenstolpia Pardiñas, D’Elía & Teta, 2009
- Kunsia Hershkovitz, 1966 – szczurzec – jedynym przedstawicielem jest Kunsia tomentosus (Lichtenstein, 1830) – szczurzec wełnisty
- Lenoxus O. Thomas, 1909 – czarnoszczurnik – jedynym przedstawicielem jest Lenoxus apicalis (J.A. Allen, 1900) – czarnoszczurnik andyjski
- Blarinomys O. Thomas, 1896 – sorkomysz – jedynym przedstawicielem jest Blarinomys breviceps (Winge, 1887) – sorkomysz brazylijska
- Brucepattersonius Hershkovitz, 1998 – samotniczek
- Juscelinomys Moojen, 1965 – norowiak
- Oxymycterus Waterhouse, 1837 – pyszczkowiak
- Thalpomys O. Thomas, 1916 – krzakorek
- Podoxymys Anthony, 1929 – roraimczyk – jedynym przedstawicielem jest Podoxymys roraimae Anthony, 1929 – roraimczyk wenezuelski
- Thaptomys O. Thomas, 1916 – hebanówka – jedynym przedstawicielem jest Thaptomys nigrita (Lichtenstein, 1829) – hebanówka czarnawa
- Necromys Ameghino, 1889 – bolomyszka
- Deltamys O. Thomas, 1917 – deltówka
- Castoria Pardiñas, Geise, Ventura & Lessa, 2016 – jedynym przedstawicielem jest Castoria angustidens (Winge, 1887) – trawniak stokowy
- Akodon Meyen, 1833 – trawniak

Opisano również rodzaj wymarły:
- Dankomys Reig, 1978